# Сюита для фортепиано (Дебюсси)
Сюита для фортепиано (фр. Pour le piano, букв. ― «Для фортепиано»), L. 95 — сочинение французского композитора Клода Дебюсси, состоящее из трёх отдельных частей. Работа была завершена и опубликована в 1901 году, а её премьера состоялась 11 января следующего года в зале Эрар в исполнении Рикардо Виньеса. Средняя часть сюиты была оркестрована Морисом Равелем.

## История создания

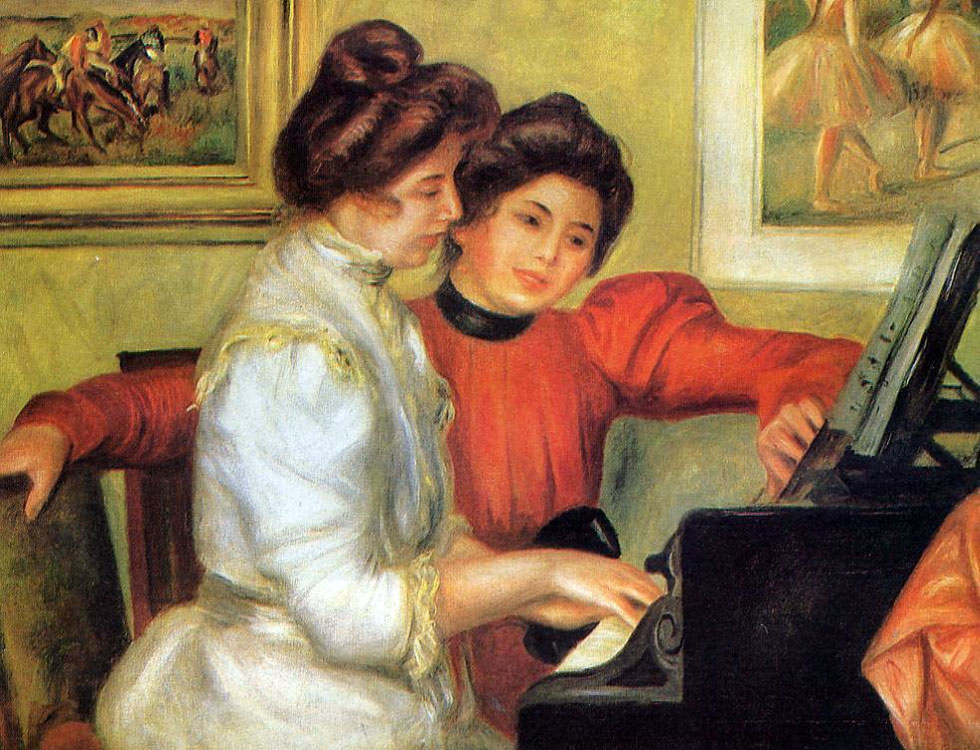
Пьер Огюст Ренуар. Ивонна и Кристина Лёроль за фортепиано

Дебюсси сочинил три части сюиты в разное время. Вторая часть (сарабанда) была завершена зимой 1894 года и посвящена Ивонне Лёроль, дочери художника Анри Лёроля. Первую часть композитор посвятил своей ученице Вормс де Ромильи. Полностью произведение было впервые опубликовано в 1901 году Эженом Фромоном. Сюита стала поворотным моментом в творческой карьере Дебюсси, ведь именно после её написания композитор начал плодотворно работать над фортепианными сочинениями. 

## Структура
Произведение состоит из трёх частей:
1. Прелюдия, Assez animé et très rythmé
2. Сарабанда, Avec une élégancegrave et lente
3. Токката, Vif

Музыковед Кристофер Хоуэлл назвал сюиту «предвосхищением неоклассического стиля Дебюсси, проявившегося в последние годы жизни композитора».